# Slim Harpo
Pour les articles homonymes, voir Moore, James Moore et Harpo.
Slim Harpo (11 janvier 1924 - 31 janvier 1970) est un musicien de blues américain.
Né James Moore à  Lobdell en Louisiane, aîné d'une famille et ayant perdu père et mère, il travaille comme docker et ouvrier du bâtiment à la fin des années 1930 et au début des suivantes. 
Il est l'un des représentants du blues traditionnel d'après-guerre. Il débute dans des bars de Baton Rouge sous le nom de Harmonica Slim. Avant de commencer en 1957 sa propre carrière, il accompagnait son beau-frère Lightnin' Slim. C'est son producteur Jay Miller qui l'a nommé Slim Harpo. 
Il est influencé par Jimmy Reed. Son style combine une voix traînante avec les passages incisifs d'harmonica. Il joue souvent de l'harmonica chromatique.
Il influença largement les Rolling Stones qui reprirent le titre Shake your Hips sur leur album Exile on Main St. ainsi que le classique I'm a king Bee sur leur premier album The Rolling Stones en 1964.
Il en fut de même pour les Yardbirds avec Eric Clapton interprétant Got love if you want it sur leur live at the Marquee (1964).

## Discographie

### Singles
- 1957 - I Got Love If You Want It / I'm a King Bee

### Albums
- 1961 : Rainin' in My Heart
- 1965 : A Long Drink of the Blues
- 1966 : Baby, Scratch My Back
- 1970 : Slim Harpo Knew the Blues
- 1971 : Trigger Finger
- 1976 : Blues Hangover
- 1980 : Got Love If You Want It